# C-JeS Entertainment
A C-JeS Entertainment (hangul: 씨제스엔터테인먼트, Sszidzseszu Enthotheinmenthu) dél-koreai szórakoztatóipari vállalat, mely művészek menedzselésével foglalkozik.

## Történet
Az ügynökséget 2009 decemberében Pek Cshangdzsu hozta létre a TVXQ együttesből kilépő Kim Dzsedzsung, Kim Dzsunszu és Pak Jucshon menedzseléséhez. A három énekes 2009 nyarán ismerkedett meg Pekkel, amikor bírósági pert indítottak előző ügynökségük, az S.M. Entertainment ellen, amit követően egyetlen ügynökség sem volt hajlandó menedzselni őket.
2013 márciusában I Dzsongdzse színész is szerződést kötött a céggel, mitután közösen forgatta az Egy új világ című filmet Szong Dzsihjóval, akit szintén a C-JeS Entertainment menedzsel.

## Művészeik
Zenészek
- JYJ: a C-JeS Entertainment a K-popban szokásos eljárással ellentétben nem kötött exkluzív szerződést az együttessel és kizárólag menedzsment-funkciót látnak el, lemezkiadóként nem működnek, mint a többi koreai ügynökség.[4]

Színészek
- Csang Miine
- Csin Hjok
- Cshö Minsik
- Hvang Dzsongum
- I Cshonga
- I Dzsongdzse
- I Re
- Jun Dzsihje
- Kim Mujong
- Kvak Tovon
- Mun Szori
- Pak Csumi
- Pak Juhvan
- Pak Szongung
- Ra Miran
- Szong Ilguk

Korábbi művészeik
- I Bomszu (2014–2015)
- Szong Dzsihjo (2011–2015)